# 2599 Veselí
2599 Veselí là một tiểu hành tinh vành đai chính với chu kỳ quỹ đạo là 1474.2433712 ngày (4.04 năm).
Nó được phát hiện ngày 29 tháng 9 năm 1980.